# لوسيان غرينير
لوسيان غرينير هو لاعب هوكي جليد كندي، ولد في 3 نوفمبر 1946.

## وصلات خارجية
- لوسيان غرينير على موقع دوري الهوكي الوطني (الإنجليزية)
- لوسيان غرينير على موقع EliteProspects.com (الإنجليزية)
- لوسيان غرينير على موقع HockeyDB.com (الإنجليزية)
- لوسيان غرينير على موقع Hockey-Reference.com (الإنجليزية)